# Emmetia heinemanni
Emmetia heinemanni là một loài bướm đêm thuộc họ Tischeriidae. Nó được tìm thấy ở North và Trung Âu.

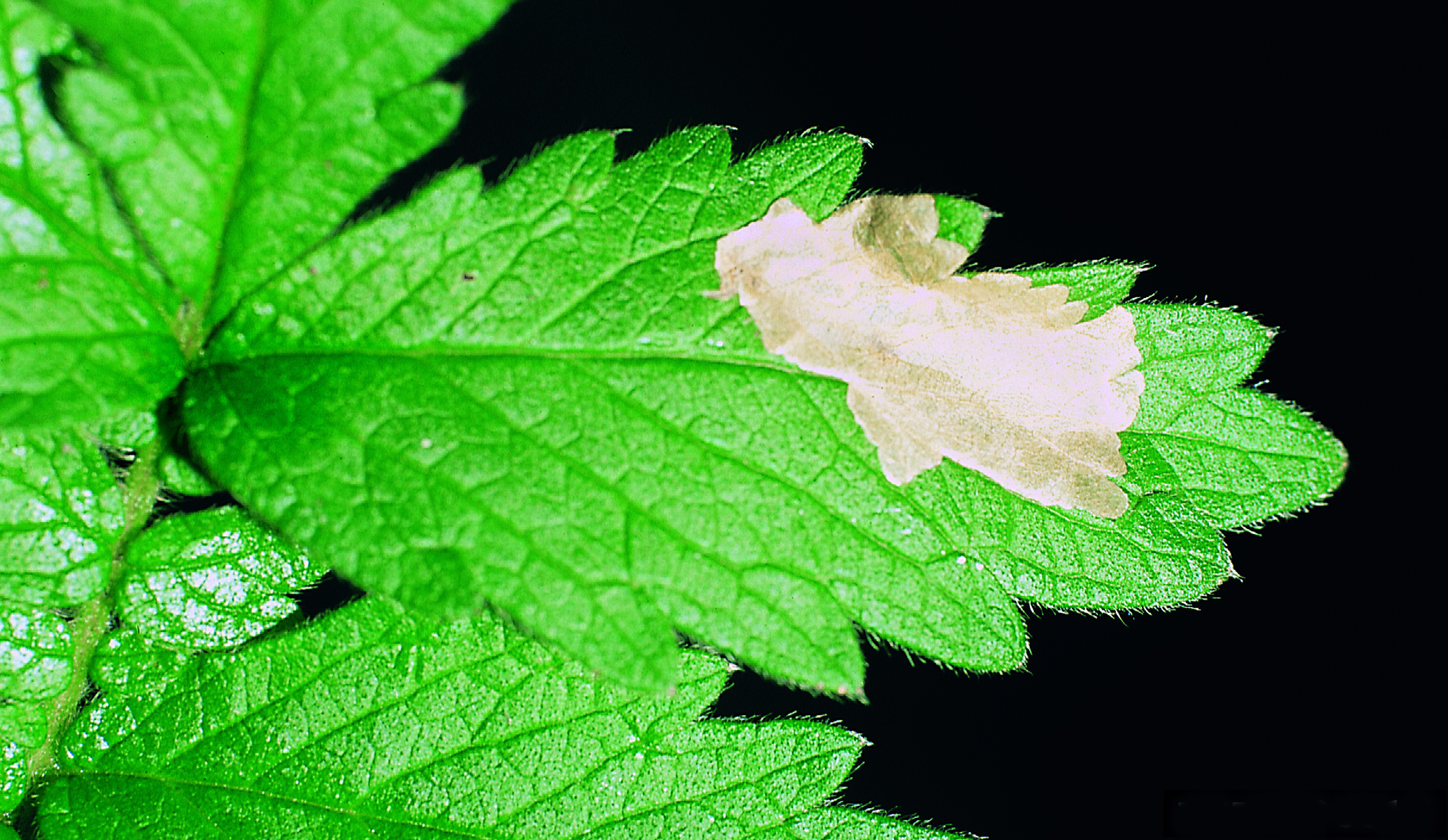
Damage

Ấu trùng ăn các loài Rubus và Agrimonia.